# 龙源镇 (剑阁县)
龙源镇，是中华人民共和国四川省广元市剑阁县下辖的一个乡镇级行政单位。2020年5月，撤销江石乡，将其行政区域划归龙源镇管辖。

## 行政区划
龙源镇下辖以下地区：
龙源寺社区、一心村、尖岭村、先化村、永红村、青冈村、宝泉村、登云村、姜湾村、中岭村、龙石村、红彤村、七宝村、演正村、文笔村、青龙村和兴泉村。